# Компаньоны (телесериал)
«Компаньо́ны» (англ. Franklin & Bash) — американский комедийно-драматический телесериал, созданный Кевином Фоллсом и Биллом Чейзом. Сериал показывался на телеканале TNT с 1 июня 2011 года по 22 октября 2014 года.
11 ноября 2014 года канал закрыл сериал из-за низких рейтингов.

## Сюжет
Джаред Франклин и Питер Бэш — два адвоката-самородка. После победы над Дэмиеном Карпом были приняты на работу Стэнтоном Инфелдом, старшим партнером престижной юридической фирмой «Инфелд Дэниелс», чтобы вдохнуть в фирму жизнь. Франклину и Бэшу помогает Кармен Филлипс, бывшая осужденная на условно-досрочном сроке, которая помогает с фоновыми исследованиями по делам, и Пиндар Сингх, гений с агорафобией.
В случае согласия работать на «Инфелд Дэниелс», Франклину и Бэшу было обещано, что они будут работать по-прежнему и над такими же делами, что и прежде, но при поддержке юридической фирмы. Франклин и Бэш оправдывают себя и оказываются блестящими адвокатами, к большому огорчению Дэмиена Карпа и его бывшей подружки Ханны Линден.

## В ролях
| Актёр              | Персонаж             | Эпизоды | Сезоны    | Сезоны    | Сезоны    | Сезоны    |
| Актёр              | Персонаж             | Эпизоды | 1         | 2         | 3         | 4         |
| ------------------ | -------------------- | ------- | --------- | --------- | --------- | --------- |
| Брекин Мейер       | Джаред Франклин      | 40      | Постоянно | Постоянно | Постоянно | Постоянно |
| Марк-Пол Госселаар | Питер Бэш            | 40      | Постоянно | Постоянно | Постоянно | Постоянно |
| Малкольм Макдауэлл | Стэнтон Инфелд       | 40      | Постоянно | Постоянно | Постоянно | Постоянно |
| Рид Даймонд        | Дэмиен Карп          | 40      | Постоянно | Постоянно | Постоянно | Постоянно |
| Дэна Дэвис         | Кармен Филлипс       | 30      | Постоянно | Постоянно | Постоянно |           |
| Кумэйл Нанджиани   | Пиндар «Пинди» Сингх | 31      | Постоянно | Постоянно | Постоянно | Гость     |
| Гарсель Бове       | Ханна Линден         | 20      | Постоянно | Постоянно |           |           |
| Хизер Локлир       | Рейчел Роуз Кинг     | 10      |           |           | Постоянно |           |
| Тони Тракс         | Анита Хаскинс        | 10      |           |           |           | Постоянно |
| Энтони Ордонез     | Дэн Мэнди            | 10      |           |           |           | Постоянно |

## Список серий
| Сезон | Сезон | Эпизоды | Оригинальная дата показа | Оригинальная дата показа |
| Сезон | Сезон | Эпизоды | Премьера сезона          | Финал сезона             |
| ----- | ----- | ------- | ------------------------ | ------------------------ |
|       | 1     | 10      | 1 июня 2011              | 3 августа 2011           |
|       | 2     | 10      | 5 июня 2012              | 14 августа 2012          |
|       | 3     | 10      | 19 июня 2013             | 14 августа 2013          |
|       | 4     | 10      | 13 августа 2014          | 22 октября 2014          |

## История создания
Первоначально сериал разрабатывался для канала TBS. В феврале 2010 года TBS объявил о съемке пилотного эпизода по сценарию, написанному Кевином Фоллсом и Биллом Чейзом. Кастинг начался в начале марта, и вскоре Мейер и Госселаар были назначены на главные роли. Следующим к съемочной группе присоединился Макдауэлл, играющий Стэнтона Инфелда. Затем комик Нанджиани был взят на роль Пиндара Сингха, а затем и Даймонд на роль Дэмиена Карпа. Бове и Дэвис были утверждены на роли Ханны Линден и Кармен Филлипс соответственно.
Пилотный эпизод был снят в Атланте в конце марта и начале апреля. В мае 2010 года TBS передал сериал сестринскому каналу ТNТ, так как сочли, что сериал не вписывается в программу передач. В середине мая телесериалу был дан зелёный свет, и канал заказал производство 10 серий.
Сериал был продлен на второй сезон 26 июля 2011 года. 28 сентября 2012 года шоу было продлено на третий сезон, а 17 октября 2013 года на четвёртый.

## Прием критиков
Сериал получил смешанные отзывы критиков с начальным счетом 56 из 100 от «Metacritic». На Rotten Tomatoes шоу имеет рейтинг 61 %, основанный на 17 обзорах, со средней оценкой 6 из 10.